# Tropocyclops nigroviridis
Tropocyclops nigroviridis – gatunek widłonoga z rodziny Cyclopidae. Jako pierwszy opisał go w 1931 roku japoński zoolog Isokiti Harada, nadając mu nazwę Eucyclops (Tropocyclops) nigroviridis. Miejsce typowe to „mały staw w pobliżu Taihoku” (Tajpej) na Tajwanie.